# Ekkehard Schneck
Ekkehard Schneck (* 30. Mai 1934 in Köslin; † 18. April 2023) war ein deutscher Kirchenmusiker.

## Werdegang
Schneck studierte evangelische Kirchenmusik in Herford und Detmold. Nach dem A-Examen 1960 ergänzte er seine Ausbildung durch Meisterkurse bei Luigi Ferdinando Tagliavini, Fernando Germani und Anton Heiller. Nach einer vierjährigen Tätigkeit in Soest wurde er 1966 zum Kantor an die Konstantinbasilika in Trier berufen, wo er 1969 den Trierer Bachchor gründete. 1974 erfolgte die Ernennung zum Kirchenmusikdirektor.

## Tondokumente
- 1997: Orgelmusik in der Konstantin-Basilika zu Trier (Organum Musikproduktion)
- 1998: Orgeln der Stadt Trier (Doppel-CD) (OnlineRecords)
- 2001: Orgelkompositionen der deutschen Romantik (Klais-Orgeln der Abteikirche Schweiklberg) (OGM)
- Trierer Domkonzerte